# Spirunius coxipunctus
Spirunius coxipunctus is een hooiwagen uit de familie Cranaidae.